# Premier di Turks e Caicos
Il Premier di Turks e Caicos (in inglese Premier of the Turks and Caicos Islands) è il capo del governo di Turks e Caicos. 
Dal 20 febbraio 2021 il premier è Washington Misick.

## Elenco

### Chief Minister
| Nominativo                                        | Durata della carica              |
| ------------------------------------------------- | -------------------------------- |
| James Alexander George Smith McCartney            | 31 agosto 1976 - 9 maggio 1980   |
| Oswald Skippings                                  | 19 giugno 1980 - novembre 1980   |
| Norman Saunders                                   | novembre 1980 - 28 marzo 1985    |
| Nathaniel Francis                                 | 28 marzo 1985 - 25 luglio 1986   |
| Carica sospesa dal 25 luglio 1986 al 3 marzo 1988 |                                  |
| Oswald Skippings                                  | 3 marzo 1988 - aprile 1991       |
| Washington Misick                                 | aprile 1991 - 31 gennaio 1995    |
| Derek Hugh Taylor                                 | 31 gennaio 1995 - 15 agosto 2003 |
| Michael Misick                                    | 15 agosto 2003 - 9 agosto 2009   |

### Premier
| Nominativo                                            | Durata della carica                 |
| ----------------------------------------------------- | ----------------------------------- |
| Michael Misick                                        | 9 agosto 2009 - 23 marzo 2009       |
| Galmo Williams                                        | 23 marzo 2009 - 14 agosto 2009      |
| Carica sospesa dal 14 agosto 2009 al 13 novembre 2012 |                                     |
| Rufus Ewing                                           | 13 novembre 2012 - 20 dicembre 2016 |
| Sharlene Cartwright-Robinson                          | 20 dicembre 2016 - 20 febbraio 2021 |
| Washington Misick                                     | 20 febbraio 2021 - in carica        |